# Lara-Isabelle Rentinck
Lara-Isabelle Rentinck (Berlijn, 18 augustus 1986) is een Duits actrice en supermodel.

## Filmografie
- 2005–2007: Verliebt in Berlin
- 2006: Verliebt in Berlin – Das Ja-Wort
- 2008: Die Geschichte Mitteldeutschlands – Glück ohne Ruh' – Goethe und die Liebe
- 2008: Die 25. Stunde – Feuerteufel
- 2009: SOKO 5113 – Flüchtige Liebe
- 2009: Hallo Robbie! – Altlasten
- 2009: Der Landarzt – Intrige mit Folgen
- 2009: Mord ist mein Geschäft, Liebling
- 2009: Barbara Wood – Karibisches Geheimnis
- 2009: Notruf Hafenkante – Falsche Töne
- 2009: Killerjagd. Töte mich, wenn du kannst
- 2010: Jerry Cotton
- 2011: Marienhof (12 afleveringen)
- 2011–2016: Küstenwache (66 afleveringen)
- 2012: Der letzte Bulle – Zur Kasse, Schätzchen
- 2013: Kripo Holstein – Mord und Meer (8 afleveringen)
- 2015: Die Rosenheim-Cops – In Schönheit sterben
- 2016: Akte Ex - Zum Sterben schön
- 2016: Letzte Spur Berlin - Unantastbar
- 2018: Verpiss dich Schneewitchen (film)
- 2018: In aller Freundschaft - Männersache
- 2019-2023: Rote Rosen